# Naomi Išida
Naomi Išida (japonsky 石田 奈央美, Išida Naomi; 6. srpna 1969 – 18. července 2019 Kjóto) byla japonská designérka, která pracovala v animátorském studiu Kyoto Animation.

## Životopis
Narodila se do rodiny věnující se tradičnímu japonskému řemeslu. Její otec pracoval jako mistr barvíř kimona a matka tkala obi z látky nišidžin-ori. O umění a řemeslo se zajímala od útlého věku; na nižší střední škole se stala také fanynkou mangy Galaxy Express 999, podle které tvořila fan arty. Po absolvování Kjótské prefekční střední školy Rakusui začala pracovat jako sestřička v nemocnici. Brzy však zaměstnání opustila a navzdory názorům lidí v jejím okolí šla studovat animaci na odbornou školu.

### Kariéra
Išidová se přidala ke studiu Kyoto Animation v roce 1992 ve svých 22 letech, a to krátce po ukončení odborného vzdělávání. Zpočátku kontrolovala barvy a ruční malbu na celuloidových listech v seriálech, s jejichž výrobou Kyoto Animation pouze pomáhalo, je jím například Inuyasha. Poté, co začalo studio vytvářet vlastní díla, se Išidová stala jednou z důležitých osob v oddělení designu. Zabývala se digitální malbou ve třech epizodách anime seriálu Air a kontrolovala barvy a tvořila pozadí ve dvou epizodách Kanonu. Išidová se nakonec ve studiu stala jedním ze dvou hlavních designérů barev a mezi filmy a seriály, na nichž pracovala, jsou například Hjóka, Suzumija Haruhi no júucu, Amagi Brilliant Park, Koe no katači a Liz to aoi tori.
Přestože Išidová pracovala ve Studiu 2 společnosti Kyoto Animation, v den žhářského útoku, dne 18. července 2019, se nacházela v budově Studia 1, na který byl útok veden a spolu s dalšími 35 lidmi se stala jeho oběťmi. Išidová byla první obětí, u níž její rodiče potvrdili úmrtí. Ve studiu pracovala 26 let. Byla nalezena mrtvá ve druhém patře Studia 1. Policie uvedla, že zemřela na otravu oxidem uhelnatým, a 23. července předala její tělo rodičům. O tři dny později se konal pohřeb, před ním oděla Išidina matka svou dceru do kimona, jež bylo připraveno pro její svatbu. Pohřbu se účastnili její kamarádi a kolegové. Po žhářském útoku se Išidina matka zasazovala o vytvoření veřejného památníku na bývalém místě studia.

## Tvorba
Išida pracovala na více než 50 filmových a televizních projektech na různých pozicích. Na těchto dílech pracovala jako designérka barev:
- Suzumija Haruhi no júucu (2006) – designérka barev, barevné záběry (epizody 2, 7, 13 a 14)
- Suzumija Haruhi no júucu 2 (2009) – designérka barev, kontrolorka barev (epizody 1, 5, 6, 8, 9, 12 a 17)
- Suzumija Haruhi no šóšicu (2010) – designérka barev
- Hjóka (2012) – designérka barev
- Amagi Brilliant Park (2014) – designérka barev
- Koe no katači (2016) – designérka barev, barevné záběry
- Liz to aoi tori (2018) – designérka barev, kontrolorka barev
- Curune: Kazemai kókó kjúdóbu (2018) – asistující designérka barev (epizody 3, 7, 11 a 14)